# Bloody Tower

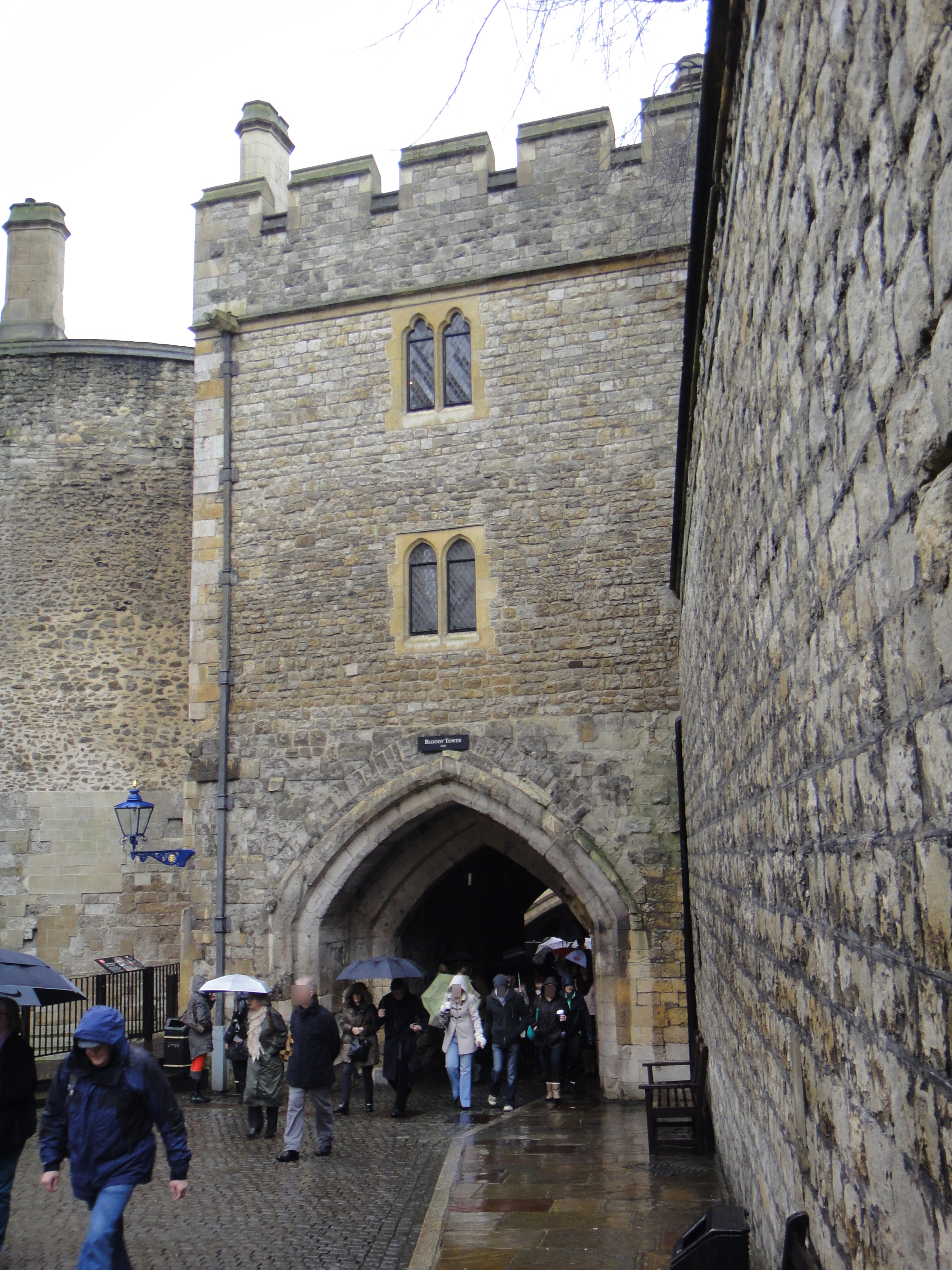
Bloody Tower vom Innenhof aus gesehen.

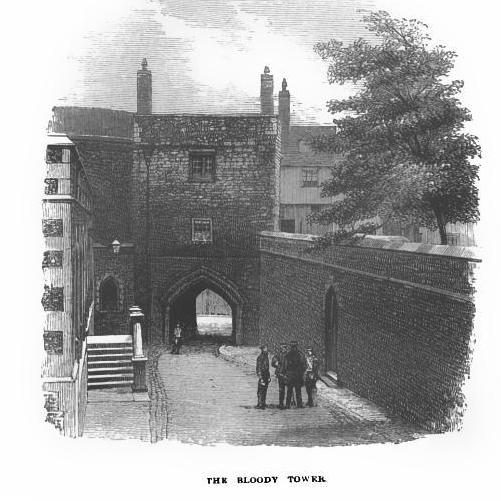
Bloody Tower im Jahr 1871 vor der neugotischen Umgestaltung. Links das Gebäude der 1940 zerbombten Main Guard

Der Bloody Tower ist ein rechteckiger Turm in der Festungsanlage des Tower of London. Durch den im 13. Jahrhundert als Garden Tower gebauten Turm führt das Tor vom äußeren in den inneren Festungsring im Tower.

## Geschichte
Seinen heutigen Namen erhielt der Turm, da er zeitweise als Gefängnis diente. Der 1597 erstmals nachgewiesene Name soll auf Folter und Mord hindeuten, die dort geschehen sein sollen. Insbesondere soll er auf den ungeklärten Tod von Henry Percy, 8. Earl of Northumberland im Tower im Jahr 1585 anspielen. Der Legende nach ist der Bloody Tower auch der Ort, an dem die Prinzen im Tower ermordet wurden. Für den Zusammenhang mit dem Bloody Tower allerdings gibt es wenig Nachweise. Seinen ursprünglichen Namen verdankt er der Tatsache, dass er den Garten des Konstablers des Towers überblickte. Heute ist dort ein Teil des Parade Grounds.
Der englische König Heinrich III. ließ den Turm im Jahr 1225 als Teil seiner Ausbauten des Tower of London errichten. Als Edward I. 1280 einen weiteren Festungsring bauen ließ, ließ er ebenfalls den Garden Tower zum Land hin vergrößern, wo er den neu errichteten St Thomas’s Tower ergänzte.
In den Jahren 1360 bis 1362 erfolgte ein kompletter Neubau der oberen Stockwerke durch den Baumeister Robert Yevele. Vermutlich wurden diese als Wohnräume des Konstablers des Tower ausgebaut. Der Turm wurde 1603 erhöht, um als Gefängnis für Walter Raleigh zu dienen. Die obersten Bauten des Turms stammen aus den Jahren 1868/69 und wurden im Zuge der neugotischen Umgestaltung des Towers of London unter Anthony Salvin erbaut. Dabei ließ Salvin auch die Fenster aus dem frühen 17. Jahrhundert durch neugotische Konstruktionen des späten 19. Jahrhunderts ersetzen.
An der Außenseite stammt das wasserseitige Tor noch aus der ursprünglichen Bauphase, während das landseitige Tor ebenso wie die Innenverkleidung des Tordurchgangs aus der Zeit des Ausbaus 1280 stammt. Auf der Rückseite lassen sich besonders gut Übergänge zwischen Mauerwerk aus dem 13. und 14. Jahrhundert erkennen.
Der Turm ist über eine westliche Außentreppe in das erste Stockwerk zugänglich. Die erste Kammer beherbergt ein Fallgitter und eine Winde, die vermutlich aus dem 16. Jahrhundert stammen. In der größeren hinteren Kammer ist ein gekachelter Boden aus den 1360er Jahren erhalten, dessen Muster unter anderem Löwen, Fleur-de-Lys, Blätter und Pflanzen zeigt. Ebenfalls aus den 1360er Jahren stammen noch das westliche Fenster, die – wiederhergestellte – Feuerstelle und eine Garderobenkammer im Südosten.
Im oberen Stockwerk wurden 1974 nach archäologischen Funden die Raumteiler wiederhergestellt, die die Zelle Walter Raleighs teilten. Im oberen Stockwerk zeigt ein langer Raum auf der Flussseite den Ort, an dem der ehemalige Mauergang in den Turm integriert wurde. Raleigh verbrachte insgesamt zwölf Jahre im Bloody Tower. Ihm war erlaubt, im Garten des Konstablers spazieren zu gehen. Raleigh schrieb im Bloody Tower sein Buch History of the World. Der Dichter Thomas Overbury hingegen wurde im September 1613 im Turm vergiftet, nachdem er dort im April 1613 eingeliefert worden war. Das anschließende Gerichtsverfahren über seinen Tod mit wahrscheinlicher Mitwirkung des Königs sorgte für einen Skandal im Königreich. In den religiösen Auseinandersetzung des 17. Jahrhunderts fanden sich diverse hochrangige Anhänger der anglikanischen oder der katholischen Kirche im Bloody Tower wieder, wie Thomas Cranmer, Hugh Latimer und Nicholas Ridley. Diese drei wurden mit einem Schiff aus dem Tower abgeholt, über die Themse nach Oxford gefahren und dort verbrannt. Weitere Gefangene der religiösen Auseinandersetzungen verbrachten hier teilweise ihre letzten Lebenstage. Darunter waren Teilnehmer am Gunpowder Plot und Anhänger des Königs im Bürgerkrieg mit dem Parlament.
Bei der Ceremony of the Keys wurde über lange Zeit das Fallgitter im Bloody Tower heruntergelassen.